# Shokan
Shokan és una concentració de població designada pel cens dels Estats Units a l'estat de Nova York. Segons el cens del 2000 tenia 1.252 habitants.

## Demografia
Segons el cens del 2000, Shokan tenia 1.252 habitants, 496 habitatges, i 344 famílies. La densitat de població era de 123,9 habitants per km².
Dels 496 habitatges en un 31,7% hi vivien nens de menys de 18 anys, en un 58,3% hi vivien parelles casades, en un 7,3% dones solteres, i en un 30,6% no eren unitats familiars. En el 24% dels habitatges hi vivien persones soles el 8,9% de les quals corresponia a persones de 65 anys o més que vivien soles. El nombre mitjà de persones vivint en cada habitatge era de 2,52 i el nombre mitjà de persones que vivien en cada família era de 3,02.
Per edats la població es repartia de la següent manera: un 25,3% tenia menys de 18 anys, un 5,6% entre 18 i 24, un 24,8% entre 25 i 44, un 30,4% de 45 a 60 i un 13,8% 65 anys o més.
L'edat mediana era de 42 anys. Per cada 100 dones de 18 o més anys hi havia 102,4 homes.
La renda mediana per habitatge era de 52.411 $ i la renda mediana per família de 57.700 $. Els homes tenien una renda mediana de 36.250 $ mentre que les dones 26.250 $. La renda per capita de la població era de 23.710 $. Entorn del 4,5% de les famílies i el 5,8% de la població estaven per davall del llindar de pobresa.

## Poblacions més properes
El següent diagrama mostra les poblacions més properes.